# Колоколо-литейный завод Забенкина
Колоколо-литейный завод Серапиона Николаевича Забенкина основан в Костроме в 1880 году, на Нижне-Набережной улице.
Готовые колокола продавались при заводе и на складе в С.-Петербурге в Апраксином дворе (Шмитов проезд, №№ 425-427). Колокола завода выставлялись в отдельном павильоне на юбилейной выставке 1913 года в Костроме и получили Высочайшее одобрение Николая II.

## Колокола завода

### Монастыри
Для монастырей: 
- Алексеевского в Угличе (600 пуд.)
- Богоявленского женского в Костроме (1000 и 402 пуда)
- Второ-Афонский под Пятигорском
- Ипатьевский
- Макарьево-Унженского (507 пуд.)
- Сямский мужской Вологодской губ.

### Города
- Архангельск: Соломбальская кладбищенская церковь (68 пуд.)
- Астрахань: Знаменская церковь (312 пуд.),
- Золотоноши Полтавской губ.: Успенский собор (170 пуд.)
- Кострома (Покровская церковь, 410 пуд.; Сергиевская, 254 пуда;
- Краснослободск (Благовещения, 212 пуд.)
- Макарьев,
- Наровчат
- Никольск-Уссурийский (100 пуд.)
- Новгород Великий (церковь Георгия Победоносца, 1913 г., 213 пуд.)
- Полоцк: (Николаевский собор, 387 пуд.)
- Царское Село (звон к храму г. Дрожжиной)
- Ярославль (звон ко храму Кадетского корпуса,

### Сёла
- Для сел Астраханской губ.: посад Владимировка (312 пуд.)
- Войска Донского области: ст. Громославка (Николаевская церковь)
- Костромской губ.: Алексеевское (121 пуд), Андреевское (425 пуд.), Тезино (ныне Вичуга, церковь Воскресения Христова, 1700 пуд.), Вичуга (Троицкая церковь, 700 пуд.), Готовцево (302 пуда), Подмонастырная Слобода (452 пуд.), Серапиха (107 пуд.), Спас-Верховье (306 пуд.), Сухоруково (212 пуд.), Татьянино (312 пуд.), Феодоровское (250 пуд.), Черная Заводь (509 пуд.), Щукино (200 пуд.)
- Кубанская обл.: станица Новощербиновка (254 и 156 пуд.)
- Нижегородской губ.: Починки (Христорождественский собор, 250 пуд.), Пьянский Перевоз (317 пуд.)
- Пензенской губ.: Летки Инсарского уезда (220 пуд.)
- Пермской губ.: Перемское (135 пуд.)
- Таврической губ.: Водяна (262 пуда)
- Тверской губ.: Медведицы (308 пуд.)
- Ярославской губ.: Мармужинское (328 пуд.)

### Прочие
- Железнодорожные сигнальные колокола для Московско-Ярославско-Архангельской ж. д.

### Архивные
- РГИА, ф. 489, оп. 1, д. 5, лл. 206 и об., 207 и об.